# زورقان
الزورقان (الاسم العلمي: Cymbidium) هو جنس من النباتات يتبع الفصيلة السحلبية من رتبة الهليونيات.

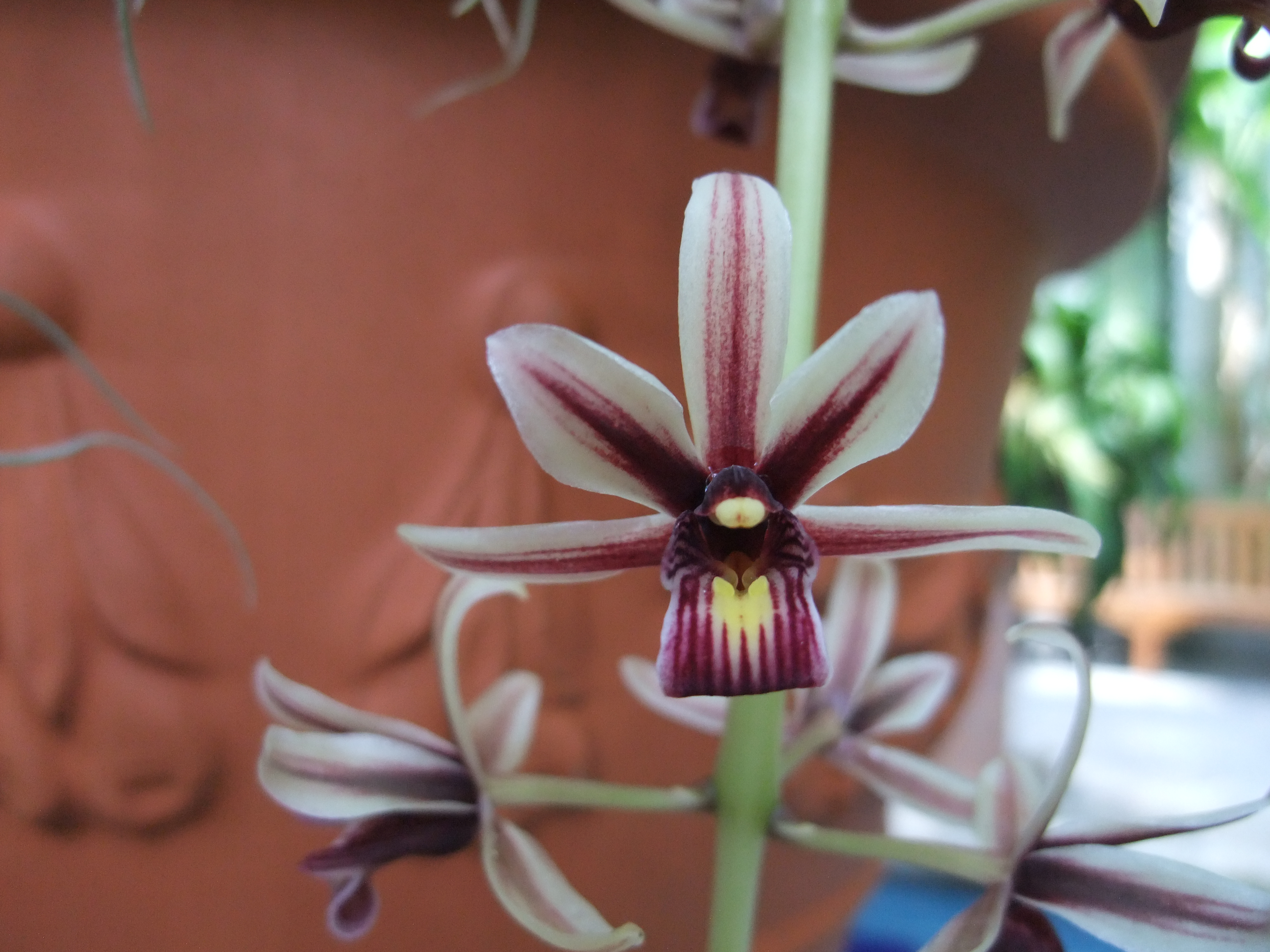
زورقان ألوي الأوراق
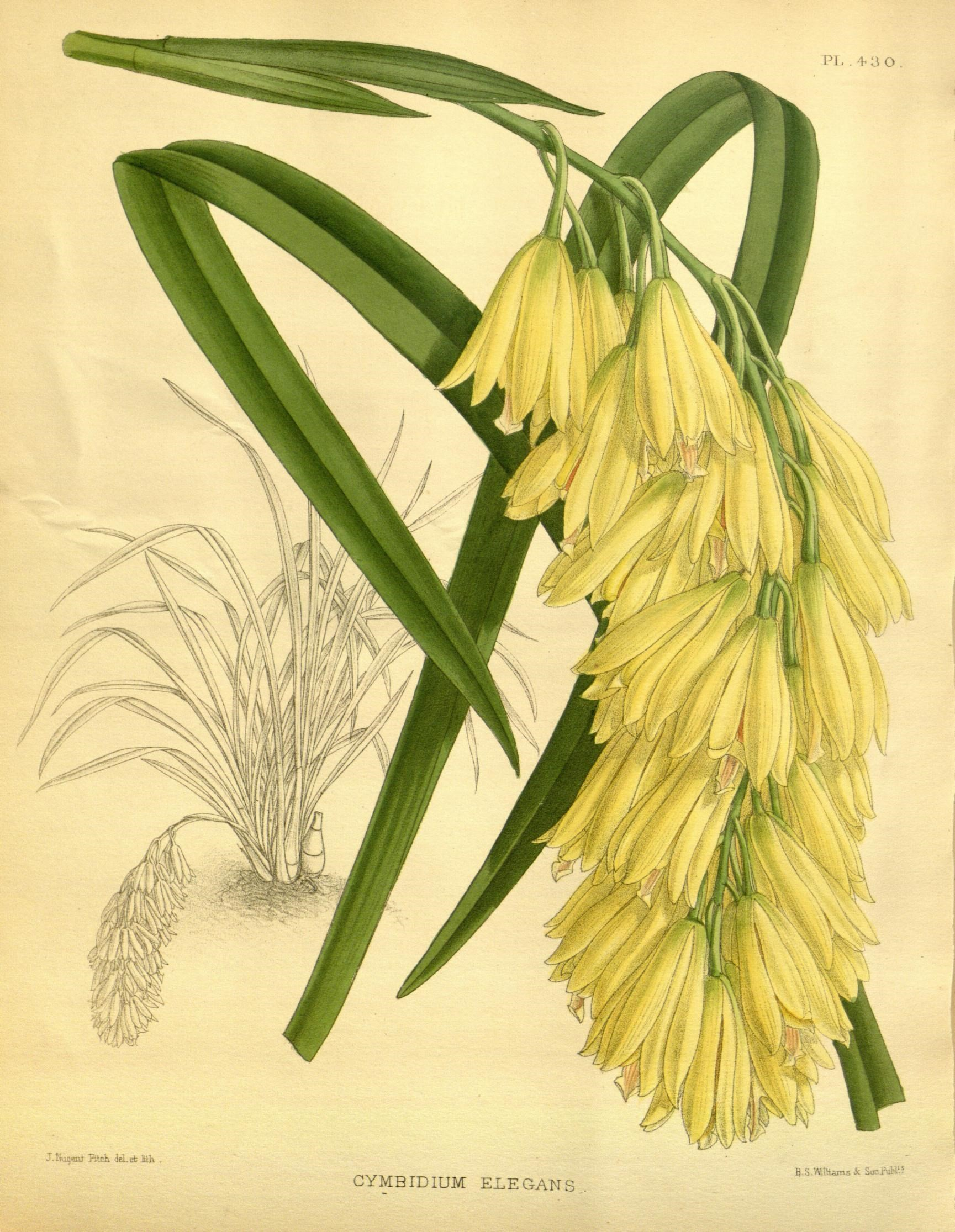
زورقان أنيق
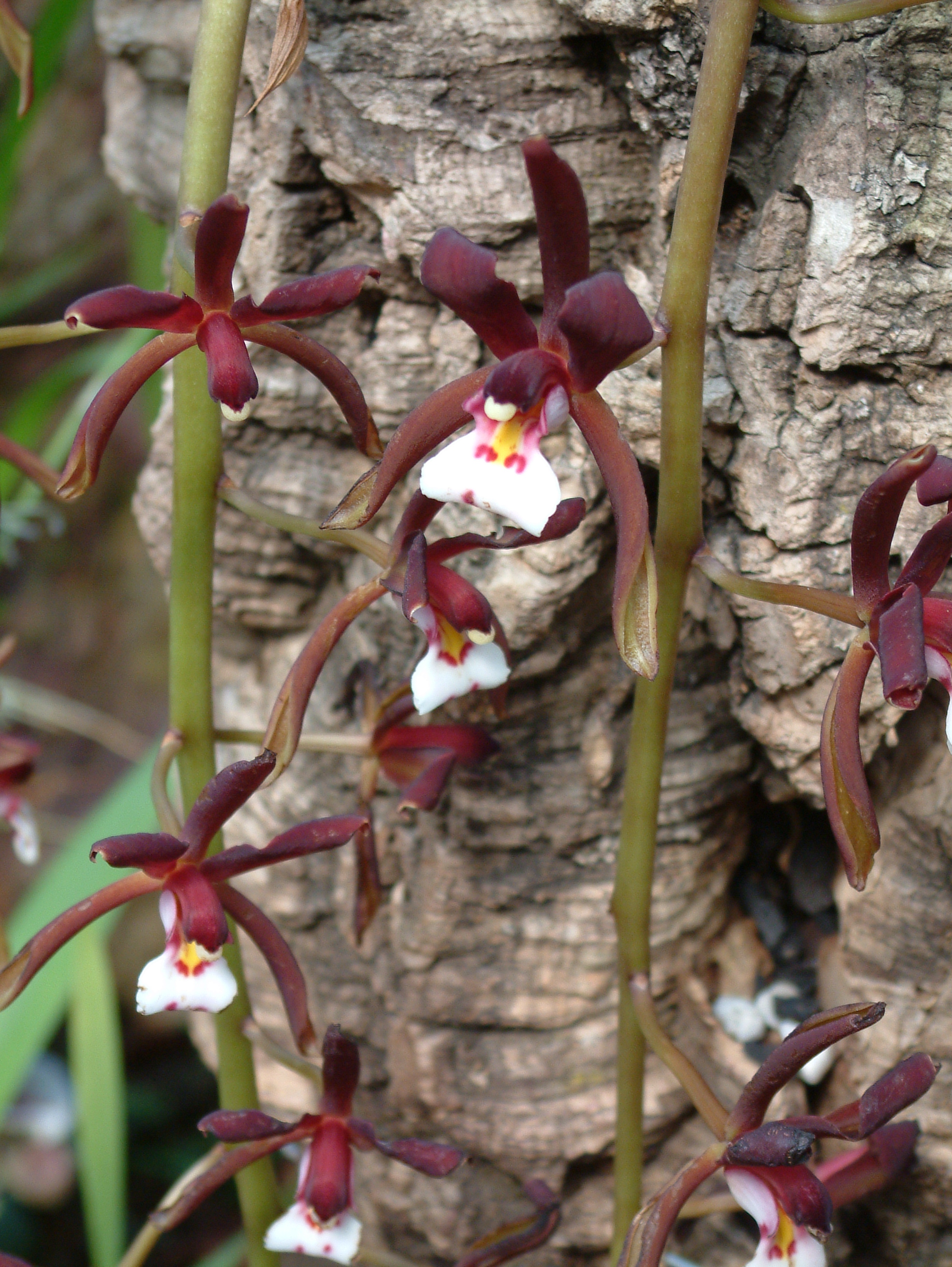
زورقان أرجواني داكن
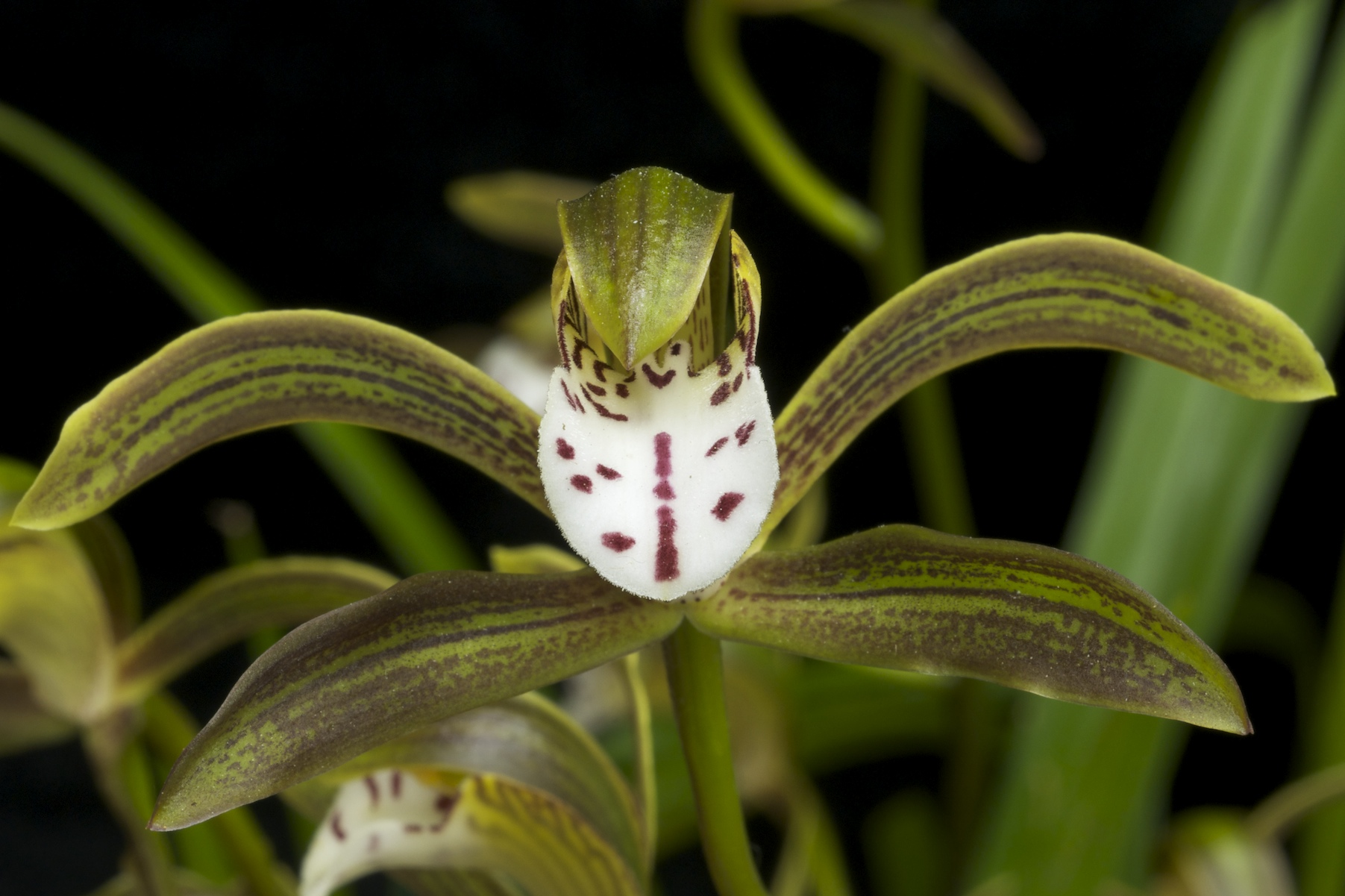
زورقان أحمر

## أنواع الزورقان
- زورقان أحمر
- زورقان أرجواني
- زورقان أرجواني داكن
- زورقان ألوي الأوراق
- زورقان أنيق
- زورقان باريشي
- زورقان بورنيوني
- زورقان ثنائي اللون
- زورقان خلاب
- زورقان سناني الأوراق
- زورقان سيشواني
- زورقان سيفي الأوراق
- زورقان صغير السداة
- زورقان صيني
- زورقان طويل الساق
- زورقان عاجي
- زورقان عديم الورق
- زورقان قليل الأوراق
- زورقان قنواتي
- زورقان قوقعي
- زورقان كبير الجذور
- زورقان كثير الأزهار
- زورقان ماني
- زورقان متحجن
- زورقان متطاول
- زورقان متناسق
- زورقان مستدق
- زورقان ملون السداة
- زورقان مميز
- زورقان منشاري
- زورقان هوكرياني
- زورقان هيلي
- زورقان وردي
- زورقان ويلسوني